# Grand Prix Formule 1 van Japan 1993
De Grand Prix Formule 1 van Japan 1993 werd gehouden op 24 oktober 1993 op Suzuka.

## Uitslag
| Positie | Nummer | Rijder             | Team                  | Ronden | Tijd/Opgave | Startplaats | Punten |
| ------- | ------ | ------------------ | --------------------- | ------ | ----------- | ----------- | ------ |
| 1       | 8      | Ayrton Senna       | McLaren-Ford          | 53     | 1:40:27.912 | 2           | 10     |
| 2       | 2      | Alain Prost        | Williams-Renault      | 53     | +11.435     | 1           | 6      |
| 3       | 11     | Mika Häkkinen      | McLaren-Ford          | 53     | +26.129     | 3           | 4      |
| 4       | 0      | Damon Hill         | Williams-Renault      | 53     | +1:23.538   | 6           | 3      |
| 5       | 14     | Rubens Barrichello | Jordan-Hart           | 53     | +1:35.101   | 12          | 2      |
| 6       | 15     | Eddie Irvine       | Jordan-Hart           | 53     | +1:46.421   | 8           | 1      |
| 7       | 26     | Mark Blundell      | Ligier-Renault        | 52     | +1 Ronde    | 17          |        |
| 8       | 30     | Jyrki Järvilehto   | Sauber                | 52     | +1 Ronde    | 11          |        |
| 9       | 25     | Martin Brundle     | Ligier-Renault        | 51     | Botsing     | 15          |        |
| 10      | 24     | Pierluigi Martini  | Minardi-Ford          | 51     | +2 Rondes   | 22          |        |
| 11      | 12     | Johnny Herbert     | Lotus-Ford            | 51     | +2 Rondes   | 19          |        |
| 12      | 19     | Toshio Suzuki      | Larrousse-Lamborghini | 51     | +2 Rondes   | 23          |        |
| 13      | 11     | Pedro Lamy         | Lotus-Ford            | 49     | Spin        | 20          |        |
| 14      | 9      | Derek Warwick      | Arrows-Mugen-Honda    | 48     | Botsing     | 7           |        |
| NF      | 6      | Riccardo Patrese   | Benetton-Ford         | 45     | Spin        | 10          |        |
| NF      | 28     | Gerhard Berger     | Ferrari               | 40     | Motor       | 5           |        |
| NF      | 10     | Aguri Suzuki       | Arrows-Mugen-Honda    | 28     | Spin        | 9           |        |
| NF      | 23     | Jean-Marc Gounon   | Minardi-Ford          | 26     | Opgave      | 13          |        |
| NF      | 3      | Ukyo Katayama      | Tyrrell-Yamaha        | 26     | Motor       | 24          |        |
| NF      | 29     | Karl Wendlinger    | Sauber                | 25     | Motor       | 16          |        |
| NF      | 20     | Érik Comas         | Larrousse-Lamborghini | 17     | Motor       | 21          |        |
| NF      | 5      | Michael Schumacher | Benetton-Ford         | 10     | Botsing     | 4           |        |
| NF      | 27     | Jean Alesi         | Ferrari               | 7      | Motor       | 14          |        |
| NF      | 4      | Andrea de Cesaris  | Tyrrell-Yamaha        | 0      | Botsing     | 18          |        |

## Wetenswaardigheden
- Eddie Irvine maakte zijn debuut voor Jordan, Toshio Suzuki voor Larrousse
- Mika Häkkinen behaalde zijn eerste podiumfinish.

## Statistieken
| Pole-position | Alain Prost | Williams-Renault | 1:37.154 |
| Snelste ronde | Alain Prost | Williams-Renault | 1:41.176 |

## Noot
- Dit was het debuut van de Franse coureur Jean-Marc Gounon, de Britse coureur (en toekomstig Grand Prix-winnaar) Eddie Irvine en de Japanse coureur Toshio Suzuki.
- Eerste podiumplaats voor Mika Häkkinen.

1976 · 1977 · 1987 · 1988 · 1989 · 1990 · 1991 · 1992 · 1993 · 1994 · 1995 · 1996 · 1997 · 1998 · 1999 · 2000 · 2001 · 2002 · 2003 · 2004 · 2005 · 2006 · 2007 · 2008 · 2009 · 2010 · 2011 · 2012 · 2013 · 2014 · 2015 · 2016 · 2017 · 2018 · 2019 · 2022 · 2023 · 2024 · 2025